# النا کورتسینا
هلنا کورتسینا
النا مانوئلا دولورس کورتس آلتاباس (Elena Manuela Dolores Cortés Altabas)، معروف به **هلنا کورتسینا** (Helena Cortesina)، یکی از پیشگامان سینمای اسپانیا بود که به‌عنوان بازیگر، کارگردان، تهیه‌کننده و کارآفرین تئاتر فعالیت داشت. او به‌ویژه به دلیل کارگردانی و تهیه‌کنندگی فیلم **Flor de España o la Leyenda de un Torero** (گل اسپانیا یا افسانه یک گاوباز، ۱۹۲۱)، اولین فیلم بلند ساخته‌شده توسط یک زن در اسپانیا، شهرت دارد.  وی به همراه خواهرانش «اوفلیا» و «آنخلیکا» در تعدادی فیلم اسپانیایی بازی کردند و این سه، به «خواهران کورتسینا» مشهور بودند.
اطلاعات شخصی
- **نام کامل**: النا مانوئلا دولورس کورتس آلتاباس
- **نام حرفه‌ای**: هلنا کورتسینا (گاهی به‌صورت النا کورتسینا در منابع ذکر شده است)
- **تاریخ تولد**: ۱۷ ژوئیه ۱۹۰۳، والنسیا، اسپانیا (بر اساس سند تولد)
- **محل تولد**: والنسیا، احتمالاً منطقه ال کابانال (El Cabanyal)
- **تاریخ وفات**: ۷ مارس ۱۹۸۴، بوئنوس آیرس، آرژانتین
- **لقب**: «ونوس والنسیا» به دلیل زیبایی و مهارتش در رقص
زندگی حرفه‌ای
آغاز کار: رقص و تئاتر
هلنا کورتسینا در خانواده‌ای هنرمند متولد شد و همراه با دو خواهرش، اوفلیا و آنجلیکا، که به‌صورت گروهی به نام **Hermanas Cortesina** شناخته می‌شدند، فعالیت هنری خود را از نوجوانی آغاز کرد. او ابتدا به‌عنوان رقصنده واریته در اروپا و آمریکا فعالیت داشت و با الهام از موسیقی آهنگسازان اسپانیایی مانند ایزاک آلبنیز، مانوئل د فایا، و انریکه گرانادوس، اجراهایی با حال‌وهوای کلاسیک یونانی ارائه می‌داد.
در سال ۱۹۱۷، او به‌عنوان مدل برای نقاشی «رقصندگان یونانی» (Danzarinas Griegas) اثر خواکین سورویا، نقاش امپرسیونیست اسپانیایی، انتخاب شد که نشان‌دهنده شهرت اولیه او در محافل فرهنگی بود. ارتباط خانوادگی کورتسینا با سورویا از طریق نامه‌های مادر هلنا به این نقاش، که در موزه سورویا در مادرید نگهداری می‌شود، تأیید شده است.
ورود به سینما
کورتسینا در سال ۱۹۲۰ با بازی در نقش کوچکی در فیلم **La Venganza del Marino** (انتقام ملوان) به کارگردانی خوزه بوچس وارد سینما شد. در همان سال، نقش اصلی فیلم **La Inaccesible** (دست‌نیافتنی) از همین کارگردان را ایفا کرد که موفقیت قابل‌توجهی برای او به همراه داشت.
النا کورتسینا یکی از مدل‌های نقاشی خواکین سورولا هم بود. کارش را با اجرای رقص برای آهنگسازان اسپانیایی شروع کرد و هنرش به شدت متأثر از هنر یونانی بود. او در سال ۱۹۲۱ میلادی، یک شرکت تولید فیلم به‌نام «کورتسینا فیلمز» در مادرید تأسیس کرد.  وی یکی از مدل‌های نقاشی خواکین سورولا هم بود.
کارگردانی و تهیه‌کنندگی
در سال ۱۹۲۱، هلنا شرکت تولیدی **Cortesina Films** را تأسیس کرد و فیلم **Flor de España o la Leyenda de un Torero** را کارگردانی و تهیه کرد. این فیلم صامت که در مادرید و آرانخوئز فیلم‌برداری شد، داستان یک گاوباز را روایت می‌کرد و خود هلنا به همراه خواهرانش، اوفلیا و آنجلیکا، در آن بازی کردند. این فیلم به دلیل مشکلات مالی و دشواری‌های توزیع، موفقیت تجاری چندانی نداشت و پس از اکران در کوبا (۱۹۲۲)، بارسلونا، و مادرید (۱۹۲۳)، شرکت کورتسینا منحل شد.
گرچه برخی منابع به اشتباه کارگردانی این فیلم را به خوزه ماریا گرانادا (نویسنده فیلمنامه) نسبت داده‌اند، تحقیقات اخیر، از جمله کار ایرنه د لوکاس رامون، تأیید می‌کند که هلنا کارگردان اصلی بوده است. تنها چند فریم از این فیلم در فیلم‌تک اسپانیا (Filmoteca Española) حفظ شده و نسخه کامل آن گم‌شده است.
فعالیت‌های تئاتری و مهاجرت
پس از ناکامی تجاری فیلم *Flor de España*، کورتسینا تمرکز خود را بر تئاتر گذاشت. او در سال ۱۹۲۹ با شرکت تئاتر مارتینز سیه‌را همکاری کرد و در نمایش‌هایی مانند **Triángulo** نوشته ماریا د لا او له‌خاراگا بازی کرد. در سال ۱۹۳۱، به شرکت لولا ممبریوس پیوست و در اجراهای آثار فدریکو گارسیا لورکا، از جمله **La Zapatera Prodigiosa** و **Bodas de Sangre**، در آرژانتین شرکت داشت.
با آغاز جنگ داخلی اسپانیا در سال ۱۹۳۶، کورتسینا به **اتحادیه روشنفکران ضدفاشیست برای دفاع از فرهنگ** پیوست. در سال ۱۹۳۷، به همراه پسرش، خوان مانوئل فونتانالس، برای فرار از فاشیسم به بوئنوس آیرس، آرژانتین مهاجرت کرد.
فعالیت در آرژانتین
در آرژانتین، کورتسینا به فعالیت‌های تئاتری و سینمایی ادامه داد. او در سال ۱۹۳۸ در فیلم **Bodas de Sangre** به کارگردانی ادموندو گویبورگ بازی کرد و با بازیگرانی مانند مارگاریتا خیرگو همکاری داشت. در سال ۱۹۴۰، با همکاری آندرس مخوتو، شرکت تئاتر **Cortesina-Mejuto** را تأسیس کرد که نمایش‌هایی مانند **La Mano del Mono** و **El Secreto del Castillo** را اجرا کرد. او همچنین در فیلم‌هایی مانند **La Dama Duende** (۱۹۴۵)، **Los Tres Mosqueteros** (۱۹۴۵)، **María Rosa** (۱۹۴۶)، **Camino del Infierno** (۱۹۴۶)، **A Sangre Fría** (۱۹۴۷)، **La Niña de Fuego** (۱۹۵۲)، و **El Ojo de la Cerradura** (۱۹۶۶) بازی کرد.
کورتسینا در دهه ۱۹۵۰ به‌صورت مقطعی به اسپانیا بازگشت و در نقش‌های فرعی در چند فیلم ظاهر شد، اما در نهایت در دهه ۱۹۶۰ از بازیگری بازنشسته شد.
زندگی شخصی
هلنا کورتسینا با **مانوئل فونتانالس ماتئو**، طراح صحنه کاتالونیایی، رابطه‌ای ۱۵ساله داشت که حاصل آن دو فرزند بود: **ماریا روزا فونتانالس** (۱۹۲۳–۱۹۳۶) و **خوان مانوئل فونتانالس**. ماریا روزا در کودکی در نمایش‌های فدریکو گارسیا لورکا بازی کرد، اما در سال ۱۹۳۶ درگذشت. خوان مانوئل توسط فونتانالس به رسمیت شناخته نشد.
کورتسینا همچنین با فدریکو گارسیا لورکا دوستی نزدیکی داشت و در آثار او مشارکت کرد.
میراث و تجلیل
هلنا کورتسینا به دلیل پیشگامی در سینمای اسپانیا و به‌ویژه کارگردانی اولین فیلم بلند توسط یک زن، در سال‌های اخیر مورد توجه قرار گرفته است. با وجود گم‌شدن فیلم *Flor de España*، تحقیقات اخیر، از جمله کار پژوهشگرانی مانند **باربارا زچی**، **النا کوردرو-هویو**، و **ایرنه د لوکاس رامون**، نقش او را در تاریخ سینما برجسته کرده است.
- در سال ۲۰۲۲، **انجمن زنان برای برابری** در آلیکانته اولین جشنواره فیلم کوتاه هلنا کورتسینا را برگزار کرد که به نقش زنان در سینما اختصاص داشت.
- در سال ۲۰۲۳، **موسترا د والنسیا** نمایشگاهی با عنوان «هلنا کورتسینا: یک فیلم‌ساز پیشگام در اسپانیا» برگزار کرد و کتابی به همین نام توسط ایرنه د لوکاس رامون منتشر شد.
- در سال ۲۰۲۴، سریال اسپانیایی **La Moderna** شخصیت هلنا کورتسینا را به‌عنوان یک کارگردان و بازیگر موفق در دهه ۱۹۳۰ به تصویر کشید.
### ابهامات و اصلاحات
- **تاریخ تولد**: برخی منابع (مانند IMDb) به‌اشتباه سال تولد او را ۱۹۰۴ یا ۱۹۱۰ ذکر کرده‌اند، اما سند تولد او (ثبت‌شده در والنسیا) تاریخ ۱۷ ژوئیه ۱۹۰۳ را تأیید می‌کند.
- **املای نام**: تفاوت در املای «هلنا» و «النا» در منابع باعث شده برخی پایگاه‌ها به‌اشتباه دو نفر را فرض کنند، اما امضای او در تبلیغی در روزنامه ABC (۱۹۱۷) تأیید می‌کند که نام حرفه‌ای او «هلنا» بوده است.
- **کارگردانی Flor de España**: گرچه برخی منابع قدیمی کارگردانی این فیلم را به خوزه ماریا گرانادا نسبت داده‌اند، بررسی‌های آرشیوی و تبلیغات مطبوعاتی دهه ۱۹۲۰ نشان می‌دهد که هلنا کارگردان اصلی بوده است.

### فرار به بوئنوس آیرس
النا کورتسینا طی جنگ داخلی اسپانیا برای حفاظت از ارزش‌های فرهنگی به نیروهای روشنفکر ضدفاشیسم پیوست و به منظور گزیر از تهدیدهای نیروهای فاشیست، در سال ۱۹۳۷ میلادی با یکی از پسرانش،خوان مانوئل فونتانالز، یکی از دو فرزندی که با مانوئل فونتانالز طراح صحنه داشت، به بوئنوس آیرس در آرژانتین مهاجرت کرد و یک مرکز نمایشی با آندرس مژوتو را بنیان نهاد و تعدادی نمایشنامهٔ اسپانیایی را هم به روی صحنه برد.
وی نخستین فیلمِ کارگردانی‌شده توسط یک یک کارگردانِ زن را در کشور اسپانیا ساخته‌است که «گل اسپانیا یا افسانهٔ یک گاوباز» نام دارد و اینک یک فیلم گمشده محسوب می‌شود.
از فیلم‌های دیگری که وی در آن‌ها نقش داشته‌است می‌توان به شبح‌بانو اشاره نمود که بر اساس نمایش‌نامه‌ای قرن هفدهمی به همان نام، اثر پدرو کالدرون ساخته شد.